# Clube de Desportos do Maxaquene
Il Clube de Desportos do Maxaquene, più noto come Maxaca, è una squadra sportiva del Mozambico con sede a Maputo. Milita nella Moçambola, massima serie del campionato di calcio nazionale.
È la società locale che ha vinto più titoli dopo l'indipendenza dal Portogallo.
Il calciatore più famoso della storia del club è stato Eusébio, arrivato 3º con il Portogallo ai Mondiali del 1966 e vincitore del Pallone d'Oro, nonché leggenda dei portoghesi del Benfica.

## Denominazioni
- 1920-1976:  Sporting Clube de Lourenço Marques
- 1976-1978:  Sporting Clube de Maputo
- 1978-:  Clube de Desportos Maxaquene

## Palmarès
- Campeonato Distrital de Lourenço Marques: (9) 1922, 1930, 1933, 1938, 1940, 1943, 1948, 1953, 1960.
- Campeonato Provincial de Moçambique: (2) 1960, 1962.
- Campeonato de Moçambique: (5) 1984, 1985, 1986, 2003, 2012.
- Taça de Moçambique: (9) 1978, 1982, 1986, 1987, 1994, 1996, 1998, 2001, 2010.
- Taça de Honra de Maputo: (1) 2006.

### Altri piazzamenti
- Coppa delle Coppe d'Africa:

Semifinalista: 1995